# Слуда (Никольский район)
Слуда — деревня в Никольском районе Вологодской области.
Входит в состав Зеленцовского сельского поселения, с точки зрения административно-территориального деления — в Зеленцовский сельсовет.
Расстояние по автодороге до районного центра Никольска — 59 км, до центра муниципального образования Зеленцово — 1 км. Ближайшие населённые пункты — Люльково, Зеленцово, Березово.
По переписи 2002 года население — 81 человек (39 мужчин, 42 женщины). Преобладающая национальность — русские (99 %).